# Mercurial
Mercurial е децентрализирана система за контрол на версиите на файлове. Създаден е предимно на програмния език Python, но съдържа двоична версия на инструмента diff, написана на C. Mercurial първоначално е проектиран за използване под Linux и Unix, но впоследствие са създадени версии за Windows и Mac OS X. Приложението се използва от командния ред, но съществуват и допълнителни графични интерфейси. Операциите се извършват чрез командата hg, която произлиза от символа на химичния елемент живак.
Основните цели на дизайна на Mercurial са висока производителност и скалируемост, възможности за децентрализирана разработка на проекти, управление на текстови и двоични файлове, както и сливане и разклоняване. Друга цел е запазването на опростеността. Mercurial съдържа вграден уеб интерфейс.